# روني ميلر
روني ميلر (6 يناير 1941 - 7 مايو 1996) (بالإنجليزية: Ronnie Miller)‏ هو لاعب كريكت بريطاني.